# Fritz Zbinden
Fritz Zbinden (Saint-Sulpice, 28 de julho de 1922 — Basileia, 15 de junho de 1983) foi um ciclista suíço. Ele terminou em último lugar no Tour de France 1950.